# Чойю
Чойю (устар. Чой) — река в России, течёт по территории Удорского района Республики Коми. Правый приток реки Вашка.
Длина реки составляет 22 км.
Генеральным направлением течения является север — северо-восток.
Притоки (км от устья):
- 5 км: река без названия (пр)[3];
- 6 км: река без названия (лв)[3].

## Данные водного реестра
По данным государственного водного реестра России относится к Двинско-Печорскому бассейновому округу, водохозяйственный участок реки — Мезень от истока до водомерного поста у деревни Малонисогорская. Речной бассейн реки — Мезень.
Код объекта в государственном водном реестре — 03030000112103000046507.